# Onside Sport
|  | Sammenskrivningsforslag Artiklen Onside Sport er foreslået føjet ind i Carlsberg Sport. (Siden juli 2016) Diskutér forslaget |

I længere tid havde Faxe Kondi nærmest monopol på markedet for sportssodavand i Danmark. I 2004 indgik the Coca-Cola Company en aftale med TV3 om at udgive sportssodavanden Onside Sport. Dette skete antagelig i et forsøg på at bryde Faxe Kondis monopolignende status.
Sodavanden er opkaldt efter TV3's fodboldprogram Onside.
Onside Sport nåede gennem en reklamefilm med fodboldspilleren Jon Dahl Tomasson en kultlignende status og formåede tilsyneladende herigennem at bide sig fast på det danske sodavandsmarked.
| Mad og drikke | Spire Denne artikel om mad og drikke er en spire som bør udbygges. Du er velkommen til at hjælpe Wikipedia ved at udvide den. |